# ウータン・クラン
ウータン・クラン(Wu-Tang Clan)は、アメリカのヒップホップグループ。

## 概要

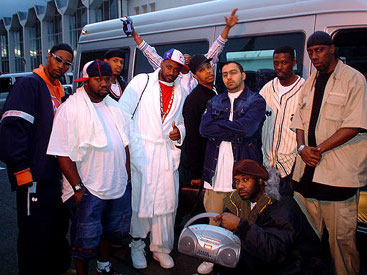
Wu Tang Clan & Cilvaringz（2004年）

1992年頃にRZAの実質的な主導の下でメンバーが集結し結成された。「ウータン」という名前はカンフー映画「少林寺武者房」（少林與武當 / Shaolin and Wu Tang）に登場する武当派から取られた。クランは 氏族という意味の英語。 1993年にデビュー作『燃えよウータン』"Enter the Wu-Tang (36 Chambers)" を発表。
その後メンバーのソロ活動が活発化し、グループとしての活動は行われなかったが、5年の空白を経て1997年にセカンドアルバムを発表。
再びソロ活動の期間をはさんだ後、2000年、2001年と連続してアルバムを発表。2004年にはオール・ダーティ・バスタードが急死する悲劇があったが、それを乗り越えて2007年には新作を発表した。

なお、1999年にはウータン・クランを主役にした対戦型格闘ゲーム 『Wu-Tang: Shaolin Style』（プレイステーション用ソフト）が発売されている。少林寺を習うウータン・クランのメンバーが、師匠である少林寺の武闘僧をさらった闇の大少林寺を倒し、少林寺の師匠を救うという内容である。ゲームのBGMにも彼らの曲が幾つか使われている。日本でも2000年にサクセスから『ウータン』のタイトルで発売されたが、アメリカ版にあった残酷シーンは全てカットされている。
2019年米Huluで「Wu-Tang: An American Saga（ウータン・クラン：アメリカン・サーガ）」としてドラマ化。2021年シーズン2配信。日本ではDisneyプラスにて配信。

## メンバー
各メンバーの詳細は、それぞれの項を参照。
- RZA（レザ）
グループにおける事実上のリーダー。『燃えよウータン』ではすべての曲をプロデュースし、その後のアルバム及びメンバーのソロ活動においてもプロデューサーとして腕を振るっている。ジム・ジャームッシュ監督映画『ゴースト・ドッグ』が成功を収めたことをきっかけに、クエンティン・タランティーノ監督映画『キル・ビル』など、いくつかのハリウッド映画でも音楽を手がけた。最近では、アニメシリーズ『アフロサムライ』の音楽を担当している。
- GZA（ジザ）
別名はジニアス（The Genius）。グループの中で最年長であり、最も長い経験を持った存在。ヒップホップがニューヨークの局地的現象に過ぎなかった1976年の時点で、すでにラップを始めていた。グループのデビュー以前に、1991年のアルバム『ワーズ・フロム・ザ・ジーニアス』でソロデビューをしている。彼のラップの特徴は、くつろいだ雰囲気の言葉の流れの中で複雑な隠喩を用い、時に日本の時代劇映画、チェス、ファイブ・パーセント・ネーションの教えなどに言及することである。
- Ol' Dirty Bastard（オール・ダーティー・バスタード ）
グループの中でも特に個性的で、突飛な存在とされた。彼の狂気じみた行動は、メディアの注目を集めるだけでなく、警察からも目をつけられた。メソッド・マンと並んで、商業的な成功を伴う人気を集めた存在であり、マライア・キャリーといった大物との共演も果たした。2004年11月13日に、ウータン・クランのレコーディング・スタジオで倒れ、数時間後に急死。検死によれば、死因は麻薬の過剰摂取。
- Method Man（メソッド・マン）
グループ最年少の一人であり、グループ結成後、アルバム『ティカル』でいち早くソロデビューを果たした。グループの中では最も商業的に成功しており、メアリー・J・ブライジとの『アイル・ビー・ゼア・フォー・ユー/ユア・オール・アイ・ニード』はプラチナ・ディスクとなり、グラミー賞を獲得した。また数多くの映画やテレビにも出演しており、中でも、1999年にアルバム『ブラック・アウト』を共同で発表したレッドマンとの共演作であるコメディ映画『ハウ・ハイ/ビー・バッド・ボーイズ』と、シチュエーション・コメディの『メソッド&レッド』の2作品が有名である。
- Raekwon（レイクウォン）
「詩的な味付け」を行うという意味合いで、「シェフ」というニックネームを付けられている。これは、コカインをクラックに「調理する」ことに秀でていることにも由来している。ラップにおいては、ニューヨークのスラングを多用し、情熱的かつ、早い調子で言葉を発していくことが多い。
- Ghostface Killah（ゴーストフェイス・キラー）
詩を書くことが非常に早いことで知られている。初のソロアルバム『アイアンマン』も好評を集め、レイクウォンのアルバム『オンリー・ビルド・フォー・キューバン・リンクス』でも重要な役割を果たした。2枚目の傑作ソロアルバム『スプリーム・クライアンテル』は、「ウータンを救った」という評もなされた。その後に発表された『プリティ・トニー・アルバム』（2004年）や、『フィッシュ・スケール』（2006年）でも同等の成功を収めている。
- inspectah deck（インスペクター・デック）
ウータン・クランの人気者の一人。グループのアルバムに加え、グループの仲間たちのソロアルバムに顔を出すことで注目を集めるようになっていった。彼は複雑な韻を踏むことができ、詩の中で言葉の流れに変化をつけることが得意。ゴーストフェイス・キラーやメソッド・マンといったウータン・クランのメンバーに加え、ビッグ・パンやプロディジーなどのプロデュースも行ってきた。
- Masta Killa（マスタ・キラ）
ウータン・クランが結成された当時、ラップの経験がなかった唯一のメンバーである。このためグループ創成期にはGZAから多くの助言を受けてきた。グループのデビューアルバム『燃えよウータン』では、自身が収監されていたこともあり、ほとんど参加できなかったが、「ダ・ミステリー・オブ・チェスボクシング」"Da Mystery of Chessboxin" では、素晴らしいパフォーマンスを見せている。メンバーの中ではもっとも遅くにソロデビューを果たしている。
- U-God（U-ゴッド）
ウータン・クランの中ではそれほど人気の高くない存在。『燃えよウータン』制作時に収監されていたことで、ほとんど参加できなかったことが理由のひとつにあげられる。ソロ活動も大きなヒットには恵まれなかった。このことで一時期RZAと揉めて、ビーフ（中傷合戦）に至ったが、現在は和解に至っている。
- Cappadonna（カパドンナ）
現段階で最後に加入したメンバー。2枚目のアルバム『ウータン・フォーエヴァー』から正式メンバーとなる。ソロ・アルバムとして、『THE PILLAGE』（1998年）、『THE YIN AND YANG』（2001年）を発表している。

## ディスコグラフィ

### アルバム
| 年                                        | タイトル                        | アルバム詳細 | チャート最高位 | チャート最高位 | チャート最高位 | チャート最高位 | チャート最高位 | チャート最高位 | チャート最高位 | チャート最高位 | チャート最高位 | 認定                                                |
| 年                                        | タイトル                        | アルバム詳細 | US             | AUS            | AUT            | CAN            | FRA            | GER            | NLD            | SWI            | UK             | 認定                                                |
| ----------------------------------------- | ------------------------------- | --- | -------------- | -------------- | -------------- | -------------- | -------------- | -------------- | -------------- | -------------- | -------------- | --------------------------------------------------- |
| 1993                                      | Enter the Wu-Tang (36 Chambers) | - 発売日: 1993年11月9日 - レーベル: Loud - フォーマット: CD, LP, cassette - 全米売上: 200万枚                       | 41             | —              | —              | —              | —              | —              | —              | —              | 77             | - US: プラチナ - UK: ゴールド                       |
| 1997                                      | Wu-Tang Forever                 | - 発売日: 1997年6月3日 - レーベル: Loud - フォーマット: CD, LP, cassette - 全米売上: 200万枚                        | 1              | 8              | 17             | 1              | 8              | 8              | 9              | 11             | 1              | - US: 4× プラチナ - CAN: 2× プラチナ - UK: プラチナ |
| 2000                                      | The W                           | - 発売日: 2000年11月21日 - レーベル: Columbia - フォーマット: CD, LP, cassette - 全米売上: 110万枚                  | 5              | 51             | 13             | 9              | 13             | 11             | 15             | 24             | 19             | - US: プラチナ - CAN: ゴールド - UK: ゴールド       |
| 2001                                      | Iron Flag                       | - 発売日: 2001年12月18日 - レーベル: Columbia - フォーマット: CD, LP, cassette - 全米売上: 50万枚                   | 32             | 46             | 36             | —              | 61             | 44             | 57             | 39             | 77             | - US: ゴールド                                      |
| 2007                                      | 8 Diagrams                      | - 発売日: 2007年12月11日 - レーベル: Universal Motown - フォーマット: CD, LP - 全米売上: 20.2万枚                   | 25             | 74             | —              | —              | 84             | 79             | 95             | 19             | 114            |                                                     |
| 2014                                      | A Better Tomorrow               | - 発売日: 2014年12月2日 - レーベル: Asylum, Warner Bros. - フォーマット: CD, digital download - 全米売上: 2.5万枚   | 29             | 49             | 51             | 24             | 104            | 64             | —              | 21             | 74             |                                                     |
| 2017                                      | The Saga Continues              | - 発売日: 2017年10月13日 - レーベル: 36 Chambers, E1 Music - フォーマット: CD, digital download - 全米売上: 1.9万枚 | 15             | —              | 29             | 21             | 69             | 37             | 79             | 10             | 42             |                                                     |
| "—"は未発売またはチャート圏外を意味する。 |                                 | |                |                |                |                |                |                |                |                |                |                                                     |

### コンピレーション・アルバム & ベスト・アルバム
- Wu-Tang Killa Bees: The Swarm（1998年）
- Wu-Chronicles（1999年）
- Wu-Chronicles, Chapter 2（2001年）
- Wu-Tang Killa Bees: The Sting（2002年）
- 燃えよウータン!36房最強の弟子達〜ウータン・クラン再集結記念ライヴCD - Disciples of the 36 Chambers: Chapter 1（2004年）
- ウータン・クランの歴史〜グレイテスト・ヒッツ - Legend of the Wu-Tang Clan（2004年）
- Wu-Tang Meets Indie Culture（2005年）
- Mathematics Presents Wu-Tang Clan & Friends Unreleased（2007年）
- Wu-Tang Clan's Greatest Hits（2007年）
- Wu-Box: Cream of the Clan（2007年）
- Return of the Swarm（2007年）
- Return of the Swarm, Vol. 4（2007年）
- Wu XM Radio（2007年）
- Lost Anthology（2007年）
- Return of the Swarm, Vol. 5（2008年）
- Soundtracks from the Shaolin Temple（2008年）
- Wu: The Story of the Wu-Tang Clan（2008年）
- Killa Bees Attack（2008年）
- Chamber Music （2009年）

## ウータン・クラン：アメリカン・サーガ（ドラマ）
2019年米Huluにて配信されたドラマ。ボビー（RZA）を中心に、ウータン・クラン結成の背景を描く。日本ではDisneyプラスで2022年から配信開始。
主な出演者と呼び名は下記を参照。

### ウータン・クランメンバー
- ボビー:Bobby Diggs/RZA：演 Ashton Sanders
このドラマの主人公。
- シャ:Corey Woods/Sha/Shef/Raekwon：演 Shameik Moore
ボビーの幼なじみ。デニスと敵対している
- デニス:Dennis Coles/D-Lover/Ghostface Killah：演 Siddiq Saunderson
弟2人の世話をしている。
- ショットガン:Clifford Smith/Shotgun/MethodMan/Meth
土産物屋のアシスタントマネージャーをしている
- エイソン:Russell Jones/Ason/O'l Dirty Bastard：演 TJ Atoms
ボビーのいとこ。奇抜な髪型と言動をしている
- ゲイリー:Gary Grice/Genius/GZA
ボビーのいとこ。
- レベル:Jason Hunter/Rebel/Inspector deck
- Uゴッド:Lamont Hawkins/U-God/Golden Arms
- Elgin Turner/MastaKilla/Jamel Irief

### その他出演者
- ディヴァイン：Divine Diggs：演 Julian Elijah Martinez
ボビーの兄
- シュリー：Shurrie  Diggs：演 Zolee Griggs
ボビーの妹
- ニア：Nia
ディバインの彼女
- ジェローム：Jerome
ボビーの義父
- パワー：Power/Oliver：演 Marcus Callender
麻薬販売の元締め的な仕事をしている。シャとよく一緒にいる。ディヴァインとは幼なじみで一緒に新聞を売っていたが今は敵対している。
- ヘイズ：Haze
- ジャー：Jah
おしゃれなスニーカーを履いている。